# Urotrichus talpoides
Urotrichus talpoides là một loài động vật có vú trong họ Talpidae, bộ Soricomorpha. Loài này được Temminck mô tả năm 1841. Đây là loài đặc hữu của Nhật Bản và là loài duy nhất trong chi của nó.

## Hình ảnh

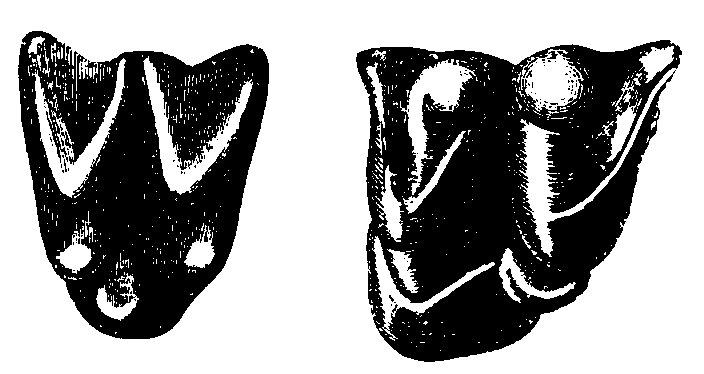
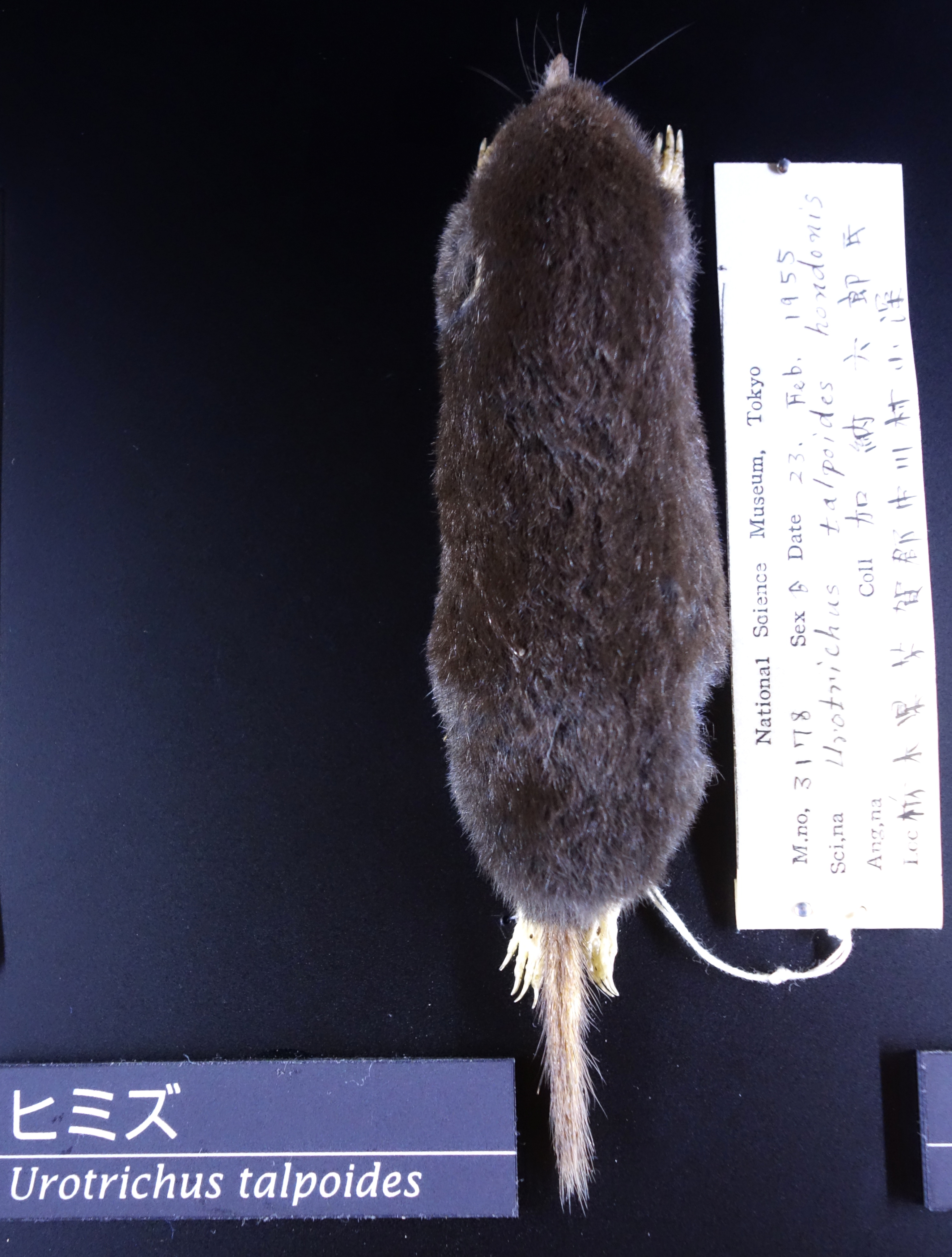